# 松下怜
松下 怜（まつした れい、1985年10月1日 - ）は、日本のAV女優。
趣味・特技：読書・料理

## 略歴
- 2008年4月に『FIRST IMPRESSION 33 松下怜』でAVデビュー。

## 作品

### アダルトビデオ
2008年
- FIRST IMPRESSION 33（2008年4月1日、アイデアポケット）
- PERFECT BODY SEX 松下怜（2008年5月1日、アイデアポケット）
- エロ美女医 松下怜（2008年6月1日、アイデアポケット）
- DIGITAL CHANNEL DC51 松下怜（2008年7月1日、アイデアポケット）
- BEAUTY VENUS 2（2008年8月1日、アイデアポケット）-共演:穂花、恋小夜
- 怜先生の誘惑授業 松下怜（2008年9月1日、アイデアポケット）
- 美女達の究極モザイクFUCK BEST（2008年9月1日、アイデアポケット） ※総集編
- FELLATIO FESTIVAL 11（2008年9月1日、アイデアポケット）他出演:夏川るい、小泉いずみ、長谷部あや、佐田あゆみ、北川結衣、上原優、綾瀬みさ、稲森あずみ、東野愛鈴、姫野りむ、岬リサ、星野梨緒、中居みゆ
- BLACK FUCK（2008年10月1日、アイデアポケット）